# Episkopální církev Spojených států amerických

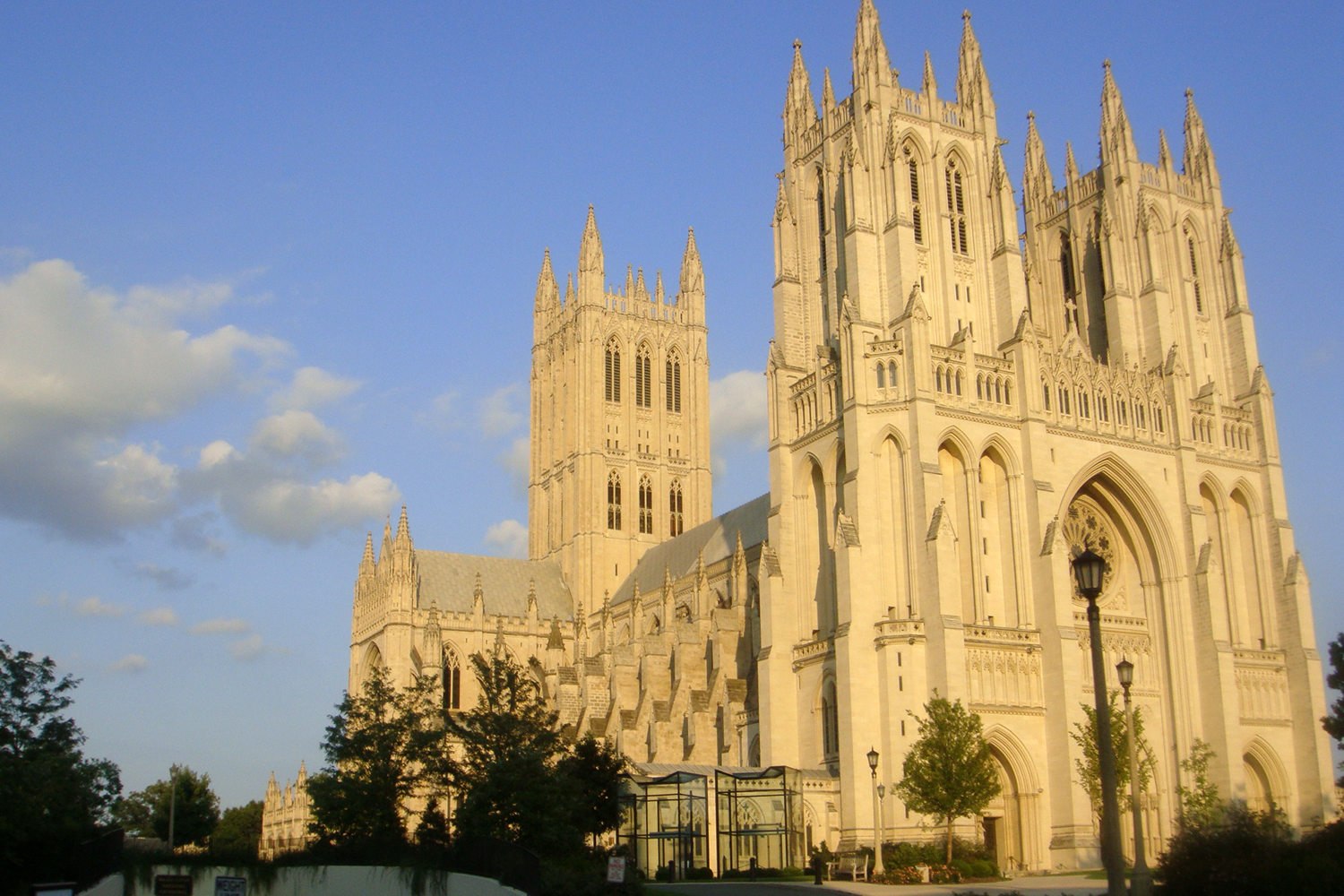
Washington National Cathedral

Episkopální církev Spojených států amerických (anglicky Episcopal Church in the United States of America) je protestantská církev v USA, která je součástí anglikánského společenství církví.

## Dějiny
V roce 2009 se od této církve odštěpila část sborů, které se následně staly součástí Anglikánské církve v Severní Americe.

## Rozšíření
Sbory této církve se nacházejí především na území Spojených států, ale také na Haiti, Tchaj-wanu, v Kolumbii, Dominikánské republice, Ekvádoru, Hondurasu, Venezuele i v Evropě. Episkopální církev je jednou z nejstarších církví na území Spojených států, nicméně dnes je se svými 2,3 milióny členů výrazně menší než jiné americké církve. K církvi se hlásí jen asi 0,8 % amerických občanů, ovšem více než čtvrtina amerických prezidentů bylo členy této církve.

## Struktura
Základními jednotkami episkopální církve je 110 diecézí, v jichž čele stojí biskup, a 7374 farností. Biskupství se uskupují do devíti církevních provincií, které jsou namísto jmény označeny čísly. Hranice provincií obvykle odpovídají hranicím amerických států. Na rozdíl od jiných anglikánských církví nemá episkopální církev žádná arcibiskupství. Svěcení žen je povoleno. Laici se plně podílejí na fungování obce a účastní se často i na jejím vedení.
Nejvyšší instancí církve je synoda, která se koná každé tři roky, a nazývá se generální shromáždění (General Convention). Skládá se ze dvou částí: biskupské komory a komory zástupců, ve které jsou kněží a laici. Každé biskupství volí jako zástupce čtyři členy z kléru a čtyři laiky. Představeným biskupské komory je Presiding Bishop, který je primasem církve a je volen každých devět let. Dne 18. června 2006 byla do tohoto úřadu zvolena Katharine Jefferts Schori, která se tak stala první ženou na této pozici v rámci anglikánských církví. Předseda komory zástupců se nazývá prezident. Může být kněz i laik.
V období mezi generálním shromážděním je nejvyšším grémiem církve výkonná rada (Executive Council). Má 38 členů – čtyři biskupy, čtyři kněze a 12 laiků volených na generálním shromáždění a dalších 18 členů volených na provinciálních synodách.
Správním sídlem církve je New York, ale primas (Presiding Bishop) je slavnostně uváděn do úřadu ve Washington National Cathedral. Generální shromáždění nemá žádné pevné sídlo a jednání se každé tři roky konají na jiném místě.

### Seznam provincií
1. Nová Anglie
2. New York, New Jersey, Haiti, Americké Panenské ostrovy, kontinentální Evropa
3. Delaware, District of Columbia, Maryland, Pensylvánie, Virginie, Západní Virginie
4. Alabama, Georgie, Florida, Kentucky, východní Louisiana, Mississippi, Severní Karolína, Jižní Karolína, Tennessee
5. Illinois, Indiana, Michigan, východní Missouri, Ohio, Wisconsin
6. Colorado, Iowa, Minnesota, Montana, Nebraska, Severní Dakota, Jižní Dakota, Wyoming
7. Arkansas, Kansas, západní Louisiana, západní Missouri, Nové Mexiko, Oklahoma, Texas
8. Aljaška, Arizona, Kalifornie, Havaj, Idaho, Oregon, Nevada, Utah, Tchaj-wan, Washington
9. Kolumbie, Ekvádor, Honduras, Portoriko, Dominikánská republika, Venezuela

## Nauka
Episkopální církev se hlásí k via media (prostřední cestě) mezi katolickou a protestantskou praxí a doktrínou.
Ústředním bodem episkopální nauky je život a vzkříšení Ježíše Krista. Základní učení církve a jejího katechismu zahrnuje:
- Ježíš Kristus je plně člověk a plně Bůh. Zemřel a vstal z mrtvých.
- Ježíš připravuje cestu věčného života těm, kteří v něj věří.
- Bůh Otec, Syn a Duch Svatý je jeden Bůh (Nejsvětější Trojice).
- Bible byla napsána lidmi pod vlivem inspirace Ducha Svatého. Apokryfy jsou přídavné knihy a nejsou pro doktrínu závazné.
- Dvě velké a nezbytné svátosti jsou křest a eucharistie.
- Další svátosti jsou: biřmování, svěcení, svátost manželství, svátost smíření a pomazání.
- Víra v nebe, peklo a Ježíšův slavný návrat.
- Důraz na lásku k Bohu a bližnímu, tak jak je psáno v evangeliu podle Matouše (28, 18-20).

## Název
Úplný oficiální název církve jako právnické osoby zní The Domestic and Foreign Missionary Society of the Protestant Episcopal Church in the United States of America, ovšem v této podobě se používá jen velmi zřídka. Obvyklými zkratkami jsou ECUSA (Episcopal Church in the USA) a od 21. století vzhledem k rostoucímu významu obcí mimo USA také TEC (The Episcopal Church), neboť biskupství a obce leží též v Latinské Americe, Asii a Evropě. Do poloviny 20. století se užívala též zkratka PECUSA: Protestant Episcopal Church in the United States of America.